# Апио (блюдо)
Апио (apio, apiu) — балкано-еврейская закуска сефардского происхождения, приготовленная из сельдерея и моркови и подаваемая в холодном виде. Закуску принято подавать перед трехдневной праздничной трапезой.

## Этимология
Слово Apio, вероятно, происходит от слова Apium, которое является испанским названием сельдерея.

## История
В течение XIX века произошло значительное ухудшение экономического положения балканских евреев в целом и в регионах Болгарии и Македонии в частности, что совпало с распадом Османской империи. Евреи жили в нищете и, как это случилось во многих еврейских общинах Европы, покупали самые недорогие продукты питания, поэтому в их основной рацион входили корень сельдерея и морковь. Балканские евреи, которые на протяжении многих поколений сохраняли язык ладино, называли закуску в честь ее основного ингредиента.

## Приготовление
Апио готовят, отваривая ломтики корня сельдерея и моркови в подсоленой воде с различными специями, лимонным соком или уксусом. При подаче посыпают петрушкой и листьями сельдерея.